# Église Saint-Antoine du Monestier
L'église Saint-Antoine est une église catholique située au Monestier, en France.

## Localisation
L'église est située dans le département français du Puy-de-Dôme, sur la commune du Monestier.

## Historique
L'édifice est classé au titre des monuments historiques en 1976.